# بليزانت فالي (مقاطعة يو كلير)
بليزانت فالي، مقاطعة يو كلير (بالإنجليزية: Pleasant Valley, Eau Claire County, Wisconsin)‏ هي بلدة تقع بولاية ويسكونسن في الولايات المتحدة. تبلغ مساحتها 140.4 (كم²)، وترتفع عن سطح البحر 293 م، بلغ عدد سكانها 2681 نسمة في عام 2000 حسب إحصاء مكتب تعداد الولايات المتحدة وتصل الكثافة السكانية فيها 19.1 نسمة/كم2.

## وصلات خارجية
- The US50 - Cities and Towns in Wisconsin State
- Wisconsin Cities and Towns, Facts, Map, Flag, Colleges, Government, and More